# Slayton, Minnesota
Slayton är administrativ huvudort i Murray County i den amerikanska delstaten Minnesota. Orten har fått sitt namn efter lantmätaren Charles W. Slayton.

## Kända personer från Slayton
- Vin Weber, politiker